# Rio Pinhão (vattendrag i Brasilien)
Rio Pinhão är ett vattendrag i Brasilien.   Det ligger i delstaten Paraná, i den södra delen av landet, 1 200 km söder om huvudstaden Brasília.
I omgivningarna runt Rio Pinhão växer i huvudsak städsegrön lövskog. Runt Rio Pinhão är det glesbefolkat, med 18 invånare per kvadratkilometer.